# عائشة بنت الحسين
عائشة بنت الحسين (23 أبريل 1968 في عمّان)، أميرة أردنية، شقيقة ملك الأردن عبد الله الثاني بن الحسين والأخت التوأم للأميرة زين بنت الحسين وابنه الملك الحسين بن طلال.

## التعليم
تلقت تعليمها في الأردن حتى سن الثامنة، ثم ذهبت بعدها إلى الولايات المتحدة وتابعت تعليمها لمدة عشرة سنوات. تخرجت من مدرسة «دانا هول» في «ويليسلي» بولاية ماساتشوستس عام 1986. بعد ذلك إلتحقت بأكاديمية ساندهيرست العسكرية الملكية في المملكة المتحدة، وأصبحت أول إمراة في الشرق الأوسط تلتحق بهذه الأكاديمية، أكملت دورة الضباط التدريبية في أبريل من عام 1987. ثم حصلت على الدرجة الجامعية في السياسة والتاريخ الحديث للشرق الأوسط من «كلية بيمبروك» بأكسفورد.
وفي شهر أكتوبر عام 2007، منحت درجة الدكتوراه الفخرية من الجامعة الهاشمية تقديراً لمساهماتها في الارتقاء بمستوى الرعاية الصحية والطبية لعموم الأردنيين وللمرأة الأردنية بشكل خاص. كما منحت أيضاً في شهر مارس 2009 درجة الدكتوراه الفخرية في التمريض من جامعة الحسين بن طلال.

## الخدمة العسكرية
التحقت بأكاديمية ساندهيرست العسكرية الملكيّة في المملكة المتحدة، حيث أنهت متطلبات دورة تدريب الضباط في شهر أبريل عام 1987، لتكون بذلك أول أميرة تتخرج من هذه الأكاديمية، وهي أيضا أول امرأة في الشرق الأوسط تحصل على شارة طيار بعد أن أتمت خمسة قفزات بمظلات الطيران العسكري. وحصلت على جناح المظليين بعد مشاركتها بدورة المظليين. ، وفي عام 1988 حصلت على أولى ميدالياتها للتدلي من مروحية مع أفراد من القوات الخاصة خلال استعراض جوي لموكب عسكري للملك الراحل الحسين بن طلال.
بعد تخرجها من أكاديمية ساندهيرست، خدمت في صفوف القوات الخاصة وأنهت بنجاح عدة دورات في القفز المظلي. وفي عام 1995 تقلدت منصب مدير إدارة الشؤون العسكرية للنساء في القوات المسلحة الأردنية. أتمت بنجاح العديد من الدورات، كدورة الأمن والحماية لدى الحرس الملكي الأردني، ودورة الإدارة العليا في الدفاع الدولي من الكلية البحرية للدراسات العليا التابعة لمعهد إدارة الموارد الدفاعية في مونتيري بولاية كاليفورنيا، إضافة إلى دورة الغوص في المياه المفتوحة في كلية الغوص الدولية في نيوجرسي.، ودورة (CAT) الدولية من جامعة الدفاع الوطني في واشنطن.

## النشاطات والمبادرات
الأميرة عائشة مهتمة على الدوام بحقوق المرأة وتكرس جهودها نحو زيادة تمكين المرأة وتعليمها وتوفير الفرص لها في الأردن. وعملت في مجال الرعاية الصحية للنساء العسكريات والنساء من عائلات العسكريين.
تعمل كخبيرة أردنية في مجموعة المهام رقم 140 التي تهتم بالعوامل البشرية والبحث الطبي، وتتبع هذه المجموعة لحلف الناتو وتتكون من كوادر دولية، وتهتم أيضا بالجوانب النفسية والتنظيمية والثقافية للإرهاب، في كافة الشؤون العسكرية والمدنية.

## الحياة الخاصة
الأميرة عائشة هي ابنة الملك الحسين بن طلال ثالث ملوك المملكة الأردنية الهاشمية ووالدتها هي الأميرة منى الحسين، أشقائها هم: الملك عبد الله الثاني ملك الأردن، والأمير فيصل، والأميرة زين.
في عام 1990 تزوجت من زيد سعد الدين جمعة في عمّان وهو من أصل كردي لكنهما انفصلا لاحقا.، أنجبت الأميرة عائشة:
- عون زيد جمعة (مواليد 27 مايو 1992).
- منى زيد جمعة (مواليد 18 يوليو 1996).

وفي 27 من يناير 2016، تزوجت للمرة الثانية من أشرف بانيوتي [الإنجليزية] ، ولكنهما انفصلا بعد 6 أشهر من الزواج.

## الأوسمة والجوائز
1. وسام الكوكب الأردني بالوشاح الكبير.
2. وسام الاستحقاق العسكري- من الدرجة الرابعة والفئة الأولى.
3. ميدالية الكفاءة الإدارية والفنية.
4. شارة الكفاءة القيادية.
5. وسام النهضة بالوشاح الكبير.
6. شارة الكفاءة التدريبية.
7. وسام الاستقلال للضباط.
8. شارة الخدمة الطويلة وحسن السلوك.
9. ميدالية الحسين للجدارة من الدرجة الأولى، تقديرها لحصولها على المركز الأول في دقة التصويب من طائرة إم-16 في دورة الحرس الملكي للحماية.
10. وسام التاج النفيس بالوشاح الكبير، الذي منحها إياه إمبراطور اليابان.
11. وسام الكرامة من الدرجة الأولى الذي منحه إياها سلطان بروناي.
12. وسام فيلق الشرف، الذي منحه إياها الرئيس الفرنسي السابق نيكولاي ساركوزي.[1][6]